# Дельта Візничого
Дельта Візничого (Delta Aurigae, δ Aurigae) — це подвійна зоря в сузір'ї Візничого, яку можна побачити неозброєним оком, адже її яскравість досить висока — зоряна величина становить 3,7. Вона знаходиться на відстані приблизно 141 світловий рік від Землі, хоча можливе незначне відхилення. Вчені визначили, що ця зоря поступово віддаляється від нас зі швидкістю 10 км/с, що означає, що з часом вона буде здаватися нам трохи слабкішою. Ця зоря дала назву метеорному потоку Дельта Ауригіди, який можна спостерігати щороку з 6 по 15 жовтня.
Протягом багатьох років астрономи вважали, що Дельта Візничого — це одна зоря. Однак у 1999 році дослідники помітили, що її швидкість змінюється, що свідчить про наявність невидимого супутника. Це означає, що зоря є спектроскопічною подвійною системою — другий компонент настільки слабкий і близький до головної зорі, що його не можна побачити в телескоп, але його присутність проявляється через періодичні зміни у спектрі головної зорі. Обидві зорі обертаються одна навколо одної приблизно за 3,5 роки (1283 дні). Їхні орбіти не ідеально круглі, а трохи витягнуті. Супутник є малою зорею спектрального класу K або M, яка має масу приблизно вдвічі меншу за масу Сонця.
Основна зоря цієї системи — це червоний гігант, зоря спектрального класу K0 IIIb. Це означає, що вона вже витратила запас водню у своєму ядрі та перейшла до стадії термоядерного синтезу гелію. Такі зорі, що стабільно горять на цьому етапі, знаходяться у червоному згущенні. Зоря приблизно у 1,6 рази масивніша за Сонце, але за час своєї еволюції вона значно розширилася — її радіус приблизно в 11 разів більший за сонячний. Це робить її значно яскравішою за наше Сонце — вона світить у 62 рази потужніше. Температура її поверхні становить близько 4,786 К, що надає їй характерний помаранчевий відтінок, типовий для зір класу K.

## Назва

### Назва в індійській астрономії
В індійській традиції вона відома як Праджапаті (Prajapati) [prəˈdʒɑːpəti], що походить від санскритського प्रजापति (prajāpati) й означає "Володар створених істот". Це ім'я пов’язане з давньоіндійським богом Праджапаті, якого вважали творцем усіх живих істот.

### Назва в китайській астрономії
У китайській астрономії Дельта Візничого є частиною астеризму 八穀 (Bā Gǔ), що означає "Вісім видів зернових". Цей астеризм символізує основні зернові культури, що мали велике значення в китайській традиції. До нього, крім Дельти Візничого, входять ще зорі 26 Жирафа, 14 Жирафа, 7 Жирафа, 9 Візничого, 11 Жирафа, 31 Жирафа. У цій системі позначень Дельта Візничого має назву 八穀一 (Bā Gǔ yī), що означає "Перша зоря Восьми видів зернових". Вона символічно пов’язується з рисом, який був найважливішою зерновою культурою в Китаї.